# Gare de Villiers - Montbarbin
La gare de Villiers - Montbarbin est une gare ferroviaire française de la ligne d'Esbly à Crécy-la-Chapelle, située sur le territoire de la commune de Crécy-la-Chapelle, dans le département de Seine-et-Marne en région Île-de-France. Elle dessert le quartier Montbarbin de Crécy-la-Chapelle et la commune de Villiers-sur-Morin.
La halte est mise en service le 12 juillet 1902 par la compagnie des chemins de fer de l'Est. C'est aujourd'hui une halte de la Société nationale des chemins de fer français (SNCF) desservie par les trains du réseau Transilien Paris-Est (ligne P).
À partir du 22 mars 2025, la ligne d'Esbly à Crécy est renommée en T14.

## Situation ferroviaire
La gare de Villiers - Montbarbin, édifiée à 52 m d'altitude, est située au point kilométrique (PK) 8,159 de la ligne à voie unique  d'Esbly à Crécy-la-Chapelle, entre les gares de Couilly - Saint-Germain - Quincy, dont elle est séparée par un pont de 60 mètres sur le Grand Morin, et Crécy-la-Chapelle principale gare de la commune et terminus de la ligne.

## Histoire
Dès le 17 juillet 1879, une première loi mentionne une ligne d'intérêt général d'Esbly à Coulommiers. La loi du 30 avril 1886  confirme ce choix, en concédant « à titre éventuel » cette ligne à la compagnie des chemins de fer de l'Est.
Il faut attendre le 10 août 1893 pour que paraisse le décret, signé par le président de la République Sadi Carnot, confirmant la concession tout en la déclarant d'utilité publique. Les tractations pour le tracé et le financement retardent le début des travaux qui n'intervient qu'en 1895. La compagnie de l'Est ouvre la halte de Villiers - Montbarbin et la ligne au service commercial le 12 juillet 1902.

### Le bâtiment voyageurs
Pour les haltes de Villiers - Montbarbin et Montry - Condé, la Compagnie des chemins de fer de l'Est réalisa un plan type de bâtiment entièrement nouveau, rompant avec la tradition qui avait, jusqu'ici, favorisé la construction de bâtiments symétriques, qu'il était difficile d'agrandir sans devoir les défigurer et réorganiser la disposition intérieure.
Sur ces nouvelles gares, la disposition avec un corps central, flanqué au besoin de deux ailes symétriques disparaît au profit d'une disposition avec une construction à étage servant de logement de fonction pour le chef de gare et sa famille et une aile basse, dont la longueur varie selon les besoins et qui peut être ultérieurement allongé qui accueille :
- le bureau du chef de gare ainsi que le guichet ;
- le vestibule (petite salle des pas perdus) ;
- une salle d'attente (uniquement sur la version longue) ;
- une consigne pour les bagages et petits colis ;
- un espace pour peser les bagages et colis (sur la version courte, le pesage se fait dans le vestibule).

Deux versions furent réalisées, selon les besoins de la localité desservie :
- Villiers - Montbarbin est la plus grande des deux. Son aile basse comporte trois travées ; elle a donc une salle d'attente et un espace pour le traitement des colis séparés du vestibule ;
- Montry - Condé est la version courte, avec salle d'attente et pesage des colis dans le vestibule ; le bâtiment est également moins large d'un mètre.

Les façades de ces deux haltes emploient les mêmes matériaux.
- Le bâtiment est en brique recouverte d'enduit[réf. nécessaire] avec des ornements en brique ou en pierre de taille.
- Le soubassement est réalisé en pierre meulière de taille irrégulière.
- Un bandeau continu de briques sépare le soubassement du reste de la façade.
- Les ouvertures sont entourées d'un larmier décoratif en brique avec de la pierre calcaire de Savonnières aux angles et aux seuils des fenêtres. Elles sont surmontées d'arcs surbaissés.
- Un second bandeau de brique court au niveau des seuils de fenêtre du second étage de la partie haute et se prolonge au niveau des combles de la partie basse, sous la corniche ; il est interrompu en son centre par un rectangle ouvragé en briques sur lequel est inscrit le nom de la gare.
- Les deux façades latérales de la partie haute portent un œil-de-bœuf sous le pignon. La toiture légèrement débordante est soutenue par une charpente d'aspect sobre.
- Les portes et fenêtres sont les mêmes que celles mises au point pour les anciennes gares de type B ou C.

Les deux autres gares de la ligne (Couilly - Saint-Germain - Quincy et Crécy - La Chapelle) appartiennent elles aussi à un type nouveau mis au point sur cette ligne et qui sera plus tard adopté pour toutes les nouvelles gares "Est" avec quelques modifications.
Ce type de bâtiment fut adopté par la Compagnie de l'Est comme plan-type standard pour les haltes de type A et fut construit sur d'autres lignes, soit lors de la création d'un nouvel arrêt, soit lors du remplacement d'un ancien bâtiment trop exigu. Toutefois, dès 1903, la Compagnie mit au point de nouveaux types de gare se basant sur celles mises au point en 1902.
Pour les haltes de type A, la disposition change avec une partie haute plus étroite, mais plus longue et plus haute, une toiture à demi-croupes et une charpente munie de montants décoratifs. À l'intérieur, la disposition du guichet change (il communique avec le logement de fonction) ; en outre, les nouvelles haltes de type A seront plus petites (une aile d'une à deux travées, sans espace séparé pour les bagages). La gare de Villers - Montbarbin est donc à la fois historiquement importante car elle fut le champ d'expériences des nouvelles dispositions de bâtiments voyageurs, qui restèrent d'application à l'Est jusque dans les années 1930, mais elle appartient à une version rare, construite de 1902 à 1903, alors que les bâtiments dits de 1903 seront édifiés par dizaines, notamment pour remplacer celles détruites durant la Première Guerre mondiale.

### Exploitation
En 2024, selon les estimations de la SNCF, la fréquentation annuelle de la gare est de 84 511 voyageurs.

## Services voyageurs

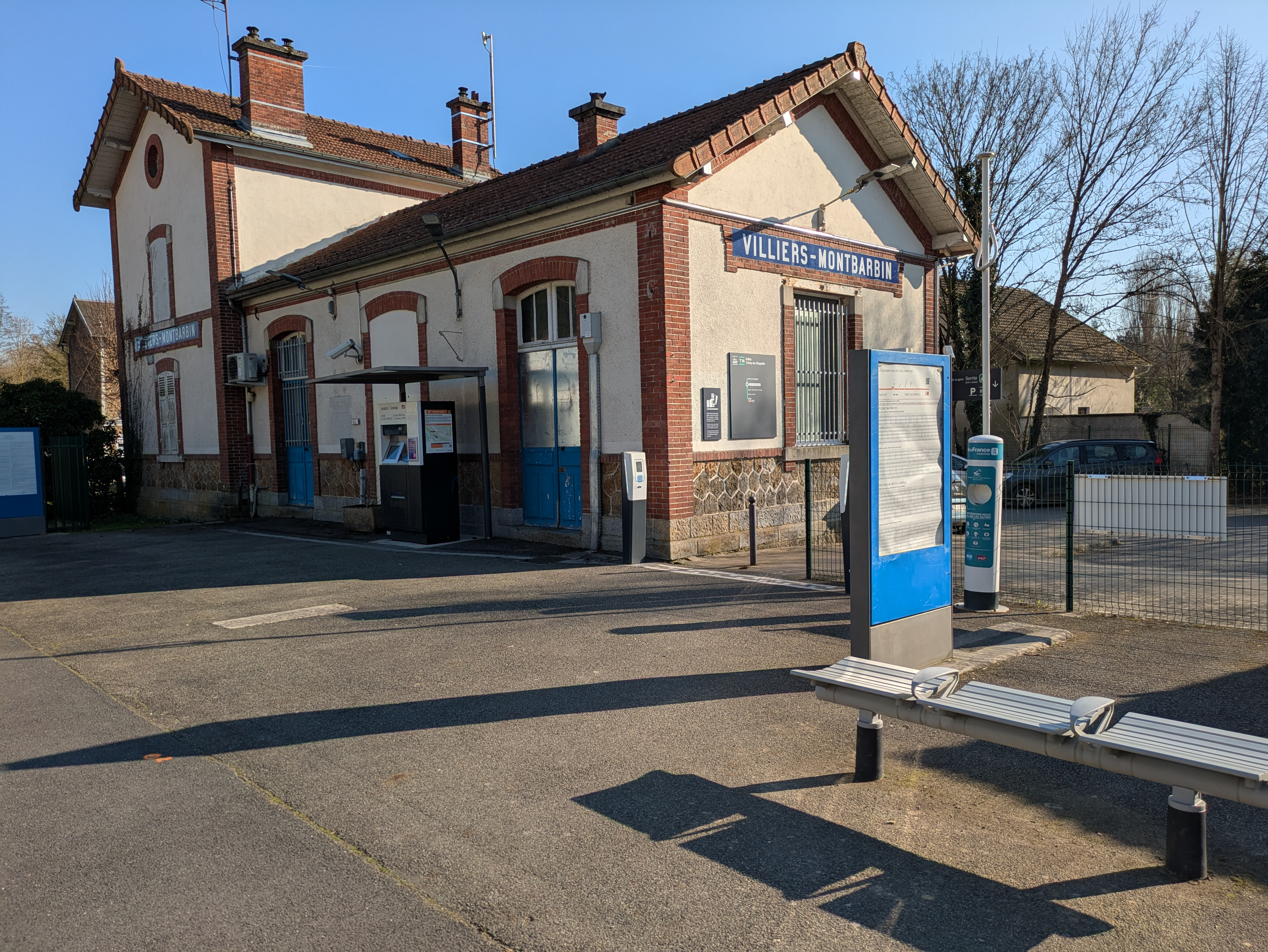
L'entrée de la halte avec le mobilier Transilien devant l'ancien bâtiment voyageurs.

### Accueil
Halte SNCF à entrée libre, elle offre le minimum d'équipement des arrêts du réseau Transilien  avec, notamment, des places de parking réservées pour les personnes à mobilité réduite et un automate pour la vente des titres de transport Transilien.

### Desserte
La gare est desservie par un tram-train circulant sur la ligne d'Esbly à Crécy-la-Chapelle. En gare d'Esbly, le tram-train assure la correspondance avec les trains de la ligne P du Transilien de la ligne Paris à Meaux via Chelles.

### Fréquentation
De 2015 à 2023, selon les estimations de la SNCF, la fréquentation annuelle de la gare s'élève aux nombres indiqués dans le tableau ci-dessous.
| Année     | 2015   | 2016   | 2017   | 2018   | 2019   | 2020   | 2021   | 2022   | 2023   | 2024   |
| --------- | ------ | ------ | ------ | ------ | ------ | ------ | ------ | ------ | ------ | ------ |
| Voyageurs | 51 920 | 55 391 | 58 900 | 61 424 | 64 214 | 28 840 | 58 772 | 58 041 | 76 628 | 84 511 |

### Intermodalité
La gare est desservie par les lignes 08B, 13A, 13B, 17, 18, 59, 73  et le service de transport à la demande du réseau de bus Brie et 2 Morin.